# Arena Uljin
Arena Uljin - przeznaczona do koszykówki hala sportowa znajdująca się w mieście Uljin, w Korei Południowej. W tej hali swoje mecze rozgrywa drużyna Uljin BC. Hala może pomieścić 2 500 widzów, wszystkie miejsca są siedzące.